# Estadio Lionel Roberts Park
El Estadio Lionel Roberts Park es un estadio de usos múltiples ubicado en Charlotte Amalie , Islas Vírgenes Americanas . Actualmente se utiliza principalmente para los partidos de la selección de fútbol, así como el béisbol y el fútbol americano . El estadio tiene capacidad para 9000 espectadores.
- Datos: Q1354838